# 塞斯·盧戈
雅各·塞斯·盧戈（英語：Jacob Seth Lugo，1989年11月17日—），綽號「Quarterrican」，為美國職棒大聯盟的投手，目前效力於堪薩斯市皇家。他先前曾效力於大都會與教士兩隊，2017年經典賽，他代表波多黎各拿下亞軍。

## 職業生涯

### 紐約大都會
2016年7月1日，盧戈登上大聯盟。8月25日，他主投5局無失分拿下大聯盟首勝與敲出首安。整季他拿下5勝2敗，防禦率2.67。
2017年，他代表他母親的國家波多黎各出戰世界棒球經典賽。最後波多黎各在冠軍賽以0比8輸給美國，拿下亞軍。盧戈因為在經典賽受傷，導致他前兩個月都在休息。7月15日，他敲出大聯盟首轟。整季他拿下7勝5敗，防禦率4.71。
2018年，盧戈出賽54場比賽，防禦率2.66。2019年，他首度轉往牛棚。送出104次三振，僅有16次保送，防禦率2.70。不過在2020年縮水賽季，盧戈的防禦率高達5.15，並拿下3勝4敗。
2021年5月中，他因為右手肘動手術進入60天傷兵名單。2022年4月29日，他和另外四名投手合力上演無安打比賽，盧戈投了0.2局。

### 聖地牙哥教士
2022年12月22日，盧戈與教士簽下1年合約。

## 個人生活
盧戈於2018年結婚。他在大學時期擅長多種運動，在美式足球他可擔任棄踢手；在足球他可擔任守門員；在田徑上他可擔任跳高選手。

## 外部連結
- 球員資訊和成績在MLB ，ESPN ，Retrosheet ，Baseball Reference ，Baseball Reference (Minors) ，Fangraphs ，The Baseball Cube （英文）